# Girinaikwadi, Raybag
Girinaikwadi là một làng thuộc tehsil Raybag, huyện Belgaum, bang Karnataka, Ấn Độ.